# Liberal-libertario
Liberal-libertario (en francés: Libéral-libertaire) es un término que fue propuesto en 1972 por el filósofo y sociólogo marxista Michel Clouscard en su libro titulado Néofascisme et idéologie du désir (en español: Neofascismo e ideología del deseo / génesis del liberalismo libertario).
El citado autor considera que mayo del 68, en lo que él llama «aspectos izquierdistas estudiantinos», constituye la «contrarrevolución liberal perfecta», un caballo de Troya para el capitalismo liberal o neoliberal, bajo forma de un avatar libertario. Según esta visión, las movilizaciones y enfoques del mayo francés, promovieron el mercado del deseo, así como una sociedad que confundía libertad con liberalización y que impulsaba la permisividad para el consumidor y la represión y el control para el productor, siguiendo el modelo americano del consumismo de masas, que en buena medida conduce y gobierna hasta sobre la moral y la política. Y según Clouscard, todo esto permitió salvar al capitalismo en crisis, y crear nuevas dinámicas en los mercados. Según esta visión de Michel Clouscard, el ideario y muchos de los enfoques del mayo francés fueron funcionales a los valores que se decía combatir.
Entre los políticos que se autodefinen como liberales-libertarios, puede citarse por ejemplo a Édouard Fillias, a Javier Milei[cita requerida] y a Daniel Cohn-Bendit.

## El liberalismo libertario en la obra de Michel Clouscard
El concepto de liberalismo libertario establecido por el sociólogo marxista Michel Clouscard, propone compendiar todas las características actuales del capitalismo y sin descartar el enfoque retrospectivo, o sea, teniendo en cuenta la evolución de las sociedades industrializadas y posindustrializadas (ideología que condiciona tanto la sensibilidad y la forma de pensar como las soluciones; impulso a la sociedad mercantil y sofisticación de productos y servicios; penetración del imperialismo estadounidense comenzando especialmente con Europa a través del plan Marshall; viraje de la sociedad capitalista con intervención del gran capital y con potenciación del consumismo; desarrollo de una educación más lúdica y emancipada; exaltación del deseo de consumir al grado de constituirse en necesidad; habilidad para inducir en forma masiva la repetición de satisfacciones personales; imposición a través de la propaganda de una pragmática recreativa abarcando todas las edades y en especial la infancia; buen desarrollo de una industria y una cultura del placer con inclusión de los placeres ocultos y voluptuosos; fina promoción de una nueva regla de juego que insta a estar en la moda comprando, usando, y luego descartando; etcétera). Este autor se propone pues sintetizar una descripción económica, política, antropológica, y social, que permita comprender los últimos desarrollos de las lógicas del mercado. Y su tesis es que el último cambio de mercado ahora incluye la esfera íntima de los individuos. En efecto, bajo los efectos de modelos culturales seductores promovidos por el imaginario publicitario hegemónico e invasor, las personas se acomodarían a una forma de servilismo voluntario, sometiéndose a reglas de trabajo que en realidad les oprimen e incomodan. Como contrapartida, los consumidores accederían a nuevas e inéditas formas de consumo, que se encuentran en la vanguardia del mercado capitalista: son ofrecidos así servicios y productos muy diversos y hasta sofisticados, que en los hechos legitiman cierta inflación de los precios de venta (sobrevaloración de los intercambios).
Clouscard muestra cómo el progreso tecnológico del siglo XX ha generado un importante salto cualitativo en cuanto a nuevas mercaderías producidas y ofertadas, gracias al perfeccionamiento de la producción en serie así como al desarrollo de un «consumismo en masa». Partiendo de esta realidad, la ideología de las clases dominantes sigue las tendencias: el rigorismo moral de la época victoriana se ha terminado, dejando paso a una ideología parrandera que refuerza la utilización de las masas sociales productivas, en provecho de una producción hedonista, que en realidad no satisface a todos por igual sino que atiende mejor a las capas sociales más favorecidas por las orientaciones políticas capitalistas.
Clouscard identifica el proceso de producción industrial de nuevas mercaderías de consumo, que en otro tiempo hubieran podido ser calificadas de «vergonzosas» (con la antigua moral rigorista), estableciendo el concepto de marché du désir, para así mejor describir la dimensión inédita del nuevo mercado, que completa el mercado de tipo tradicional con el consumo cotidiano y creciente de mercaderías y servicios llamados «nocturnos», o sea mercaderías y servicios mal considerados en relación con el antiguo sistema de valores, y/o mal considerados por otras razones como ser éticas, políticas, religiosas, de conveniencia circunstancial, etc.
En este sentido, el liberalismo libertario es el concepto forjado para describir como fue que la explosión y expansión de las fuerzas productivas después de la gran guerra, condujo al sistema capitalista a autorizar y a desarrollar potencialidades antes latentes y reprimidas, permitiendo así cierto grado de progreso del proceso de producción. Obligarse a predicar una moral respetuosa del mérito en la actuación personal y de la aplicación y honradez en el trabajo, en cierto momento tuvo por función legitimar una vida de sacrificios afín a los intereses del poder dominante, pero en algún sentido ello se volvió contradictorio con la necesidad de distribuir y despachar todas las nuevas mercancías que podían ser absorbidas por las clientelas solventes.
La moral rigorista no fue rechazada en el decurso de la historia humana antes de que se crearan las condiciones para que ello aconteciera... pero conviene tener en cuenta que el «surgimiento» del enfoque libertario se produjo en un contexto socio-político en el cual se tenía claro y operaba la división en clases sociales, o sea, en un contexto donde importaba y operaba la diferenciación entre grupos humanos según su poder económico, y/o según su nivel cultural, y/o según su capacitación laboral, y/o según otras características.

### Análisis socioeconómico de controversias ideológicas en relación con las buenas costumbres
Por un lado corresponde mencionar el análisis crítico de Michel Clouscard, que consiste en señalar que el rechazo de valores tradicionales, no se acompaña de una crítica profunda y creíble de los propios fundamentos de la sociedad capitalista, y aunque las argumentaciones en este sentido manejadas son fragmentarias, asimismo permiten explicar las principales críticas socialistas al capitalismo. En efecto, las argumentaciones de rechazo a los valores represivos, dice Clouscard, no identifican ni clarifican el vínculo con la opresión económica de los trabajadores, lo que aporta razones y credibilidad frente a la base social. La emancipación libertaria, según las observaciones de Clouscard, puede ser analizada como un discurso elitista de otro tiempo, preparado en el seno de la intelligentsia burguesa, y luego difundido como modelo cultural entre las clientelas solventes. En el libro Le Frivole et le Sérieux, el autor analiza largamente la emergencia y la implantación de tal discurso, desde su origen anecdótico hasta su mediatización, a través del existencialismo de Sartre y del sensualismo de Simone de Beauvoir.
La crítica de Clouscard no tiene como objetivo principal el de condenar a los sistemas de valores y a las proposiciones existenciales que convergen hacia la emancipación del antiguo marco moral y hacia la defensa de las temáticas libertarias, sino que lo más importante para este autor es hacer una buena crítica social. En efecto, según la visión de Marx, la ideología se identifica con una interpretación filosófica idealista de la realidad, a resultas de la opresión de una clase social por parte de otra. La corriente emergente de la ideología libertaria, bien puede interpretarse como el nuevo régimen espiritual de las clases superiores, que permite conservar la alienación y la docilidad de la fuerza de trabajo, a la par de permitir la existencia de sectores dominados, y a la par de también poder presentar ventajas inéditas que se reparten generosamente entre las clases favorecidas. Se hace notar que las críticas que emergen del mayo del 68, fueron establecidas y manejadas por intelectuales que ignoraban la determinación económica que en última instancia explicaría sus propios discursos.
De allí que Clouscard opone la tesis de «traición» de la clase obrera que ha cedido a la tentación del consumo de masas, al examen minucioso del consumo real y su distribución en la población, a la par de estudiar las distinciones existentes entre bienes de consumo y bienes de equipamiento. Su tesis consiste en mostrar que el consumo obrero es solamente la recuperación mínima y legítima de una parte de la plusvalía que le fueron apropiadas a los trabajadores durante sus desempeños laborales. En este sentido, conviene relativizar la generalidad del consumo de excedentes y de nuesvos tipos de mercaderías, que están permitiendo una «nueva era» en el marco de una interpretación freudo-marxista. Los nuevos consumos lúdicos, libidinales, y/o transgresivos, como por ejemplo el consumo de cigarrillos o de LSD, solamente son posibles al precio de una forma de explotación de los trabajadores, que es poco palpable en los períodos de prosperidad, pero que con frecuencia se expresa en miseria obrera en períodos de crisis social. En fin, las condiciones de la clase obrera (precariedad, desempleo, inflación persistente, etc.), y una extrema desigualdad de oportunidades entre las poblaciones de las naciones industrializadas respecto de las poblaciones de países subdesarrollados, conducen a la moderación del lirismo libertario.
De la misma manera que un buen estudio sobre la sociedad inglesa podría aportar comprensión sobre la relación y efecto que los valores victorianos hubieran podido tener sobre la industria del siglo XIX, en cuanto por ejemplo a la posible alienación de los trabajadores, el liberalismo libertario puede ser también un concepto base, que podría llegar a explicar ciertos aspectos de la ideología y de la práctica del capitalismo contemporáneo. Este concepto del liberalismo libertario, señala precisamente que el estudio de la sociedad francesa contemporánea, permite poner en una relación de causa-efecto, a las ideas del mayo francés de 1968, con la producción en serie, con la mejora de la eficiencia del sistema productivo, y con la industria ligera de los siglos XX y XXI.

## El liberalismo libertario en la vida política francesa
Como ejemplos de personas que se autodefinen como liberales-libertarios, puede citarse a Édouard Fillias (militante político francés y hombre de negocios, y también expresidente de la organización Alternative Libérale) así como a Daniel Cohn-Bendit (político europeo de tendencia anarquista).

## Lineamientos y eslóganes del liberalismo libertario
Los liberales libertarios en líneas generales ubican la libertad y los deseos de los individuos en el centro de sus preocupaciones, y en buena medida se oponen al totalitarismo comunista, deslegitimándolo intelectualmente. El liberalismo libertario pretende presentarse como una nueva izquierda antitotalitaria y democrática, que no tiene reticencias en criticar al marxismo-leninismo del cual en realidad emergió. Este movimiento sin duda facilitó la evolución y la apertura de muchos países en el mundo que siguió a las grandes guerras del siglo XX.
Se indican a continuación algunos de los eslóganes que sintetizan esta forma de pensar, y que fueron ampliamente utilizados durante el llamado mayo francés del 68:

 «Il est interdit d’interdire»
Traducción al español:  «Prohibido prohibir»

 «Jouir sans entrave»
Traducción al español:  «Gozar sin traba»

 «Sous les pavés, la plage»
Traducción al español:  «Bajo los adoquines, la playa»

Otra de las frases emblemáticas o grafiti o lema o consigna bastante conocido por los soixante-huitards, tenía el aspecto de una ecuación o igualdad, donde el primer término era «CRS» y el segundo y último era «SS».